# 婁幼瑜
娄幼瑜，字季玉，南朝时期东阳郡（治今浙江省金华市）人。
娄幼瑜与徐伯珍同郡，也聚集生徒教学授课，不应朝廷的征辟，深为南齐开国皇帝蕭道成第三子临川王蕭映所赏识称异。著有《礼捃拾》三十卷。